# L'età dell'ira
L'età dell'ira (La edad de la ira) è una serie televisiva spagnola del 2022, basata sul romanzo omonimo del 2011 di Nando López e interpretata dagli attori Manu Ríos, Amaia Aberasturi, Eloy Azorín, Rocío Muñoz-Cobo, Daniel Ibáñez e Carlos Alcaide.

## Trama
Il brutale assassinio di un uomo, presumibilmente per mano di suo figlio Marcos, è una doccia fredda nella quotidianità di una scuola di Madrid. Studenti e insegnanti si chiedono cosa abbia spinto un ragazzo popolare e senza apparenti problemi, a commettere un crimine simile. Nella ricerca, si scopre cosa è successo all'adolescente, analizzando i rapporti con amici e famiglia, la vita al liceo e i duri eventi che ha dovuto affrontare nei mesi precedenti all'omicidio. 
Vengono affrontati temi come l'omofobia, la formazione dell'identità sessuale, la rabbia adolescenziale e la violenza domestica.

## Produzione
La serie è basata sul romanzo dello scrittore spagnolo Nando López, adattata da Lucía Carballal e Juanma Ruiz de Córdoba. Prodotta da Atresmedia in collaborazione con Big Bang Media (Mediapro Studio) e Masficción, le riprese sono iniziate il 30 agosto 2021. Il progetto è stato presentato dai membri del cast il 2 settembre 2021 al FesTVal. Gli episodi sono diretti dal regista Jesús Rodrigo e sono girati a Madrid.

## Distribuzione
La serie è stata distribuita sulla piattaforma digitale di Atresmedia un episodio a settimana a partire dal 27 febbraio 2022 fino al 20 marzo 2022, per un totale di 4 episodi.
In Italia la serie è distribuita sulla piattaforma digitale RaiPlay il 17 maggio 2024.

## Premi
- Premio miglior regia 2022 Marseille series stories.[13][14]
- Premio del pubblico 2022 Marseille series stories.[13][14]